# Fédération d'Érythrée de football
La Fédération d'Érythrée de football (Eritrean National Football Federation (en) ENFF) est une association regroupant les clubs de football d'Érythrée et organisant les compétitions nationales et les matchs internationaux de la sélection d'Érythrée.
La fédération nationale d'Érythrée est fondée en 1996. Elle est affiliée à la FIFA depuis 1998 et est membre de la CAF.